# Аура (система защиты информации)
«Аура» — система защиты информации от несанкционированного доступа. Разработана и выпускается Научно-исследовательским отделом проблем информационной безопасности Санкт-Петербургского института информатики и автоматизации РАН (СПИИРАН).

## История
Система защиты информации (СЗИ) «Аура» продолжает ряд программных систем защиты информации, первый образец из которых — «Кобра» — была создана 1987 году в Кишиневском проектно-конструкторском бюро автоматизированных систем управления Министерства приборостроения, средств автоматизации и систем управления СССР. Отличительной чертой СЗИ была возможность шифрования данных с высокой скоростью. В 1993 году основные разработчики СЗИ «Кобра» братья Н. А. и А. А. Молдовяны переехали в Санкт-Петербург и в Государственном научно-исследовательском институте моделирования и интеллектуализации сложных систем (ФГНУ ИМИСС) при ЛЭТИ создали обновлённую команду программистов. В 1994 году Гостехкомиссией России была сертифицирована программная СЗИ «Кобра», позволяющая защищать информацию, содержащую государственную тайну. Эта система являлась одной из первых российских программных СЗИ, поддерживающих прозрачное (автоматическое и высокоскоростное) шифрование носителей информации. С 1996 по 2008 год СЗИ «Кобра» получила своё развитие в Государственном унитарном предприятии СЦПС «СПЕКТР» (преобразованном в Научный филиал СЦПС «Спектр» ФГУП «НИИ „Вектор“») в следующих системах:
- «Спектр-М», «Спектр-Z» для Windows-9x — поступили в серийное производство в 1997—1999 годах;
- «Спектр-2000», для Windows-2000/XP — серийно производились с 2005 года;
- «Щит-РЖД» — сертифицирована при содействии ОАО «РЖД» и поступила в серийное производство в 2006 году; ближайшим прототипом системы защиты информации «Аура»

В марте 2009 году весь коллектив разработчиков перешёл в систему Российской академии наук. В 2010 году СПИИРАН начал серийно производить СЗИ «Аура».

## Технические характеристики

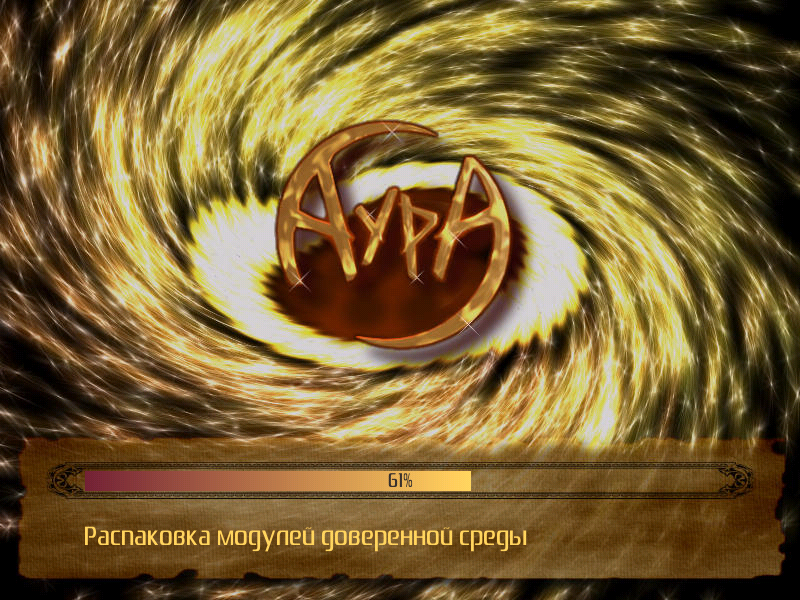
Загрузка системы защиты информации «Аура» в доверенной среде

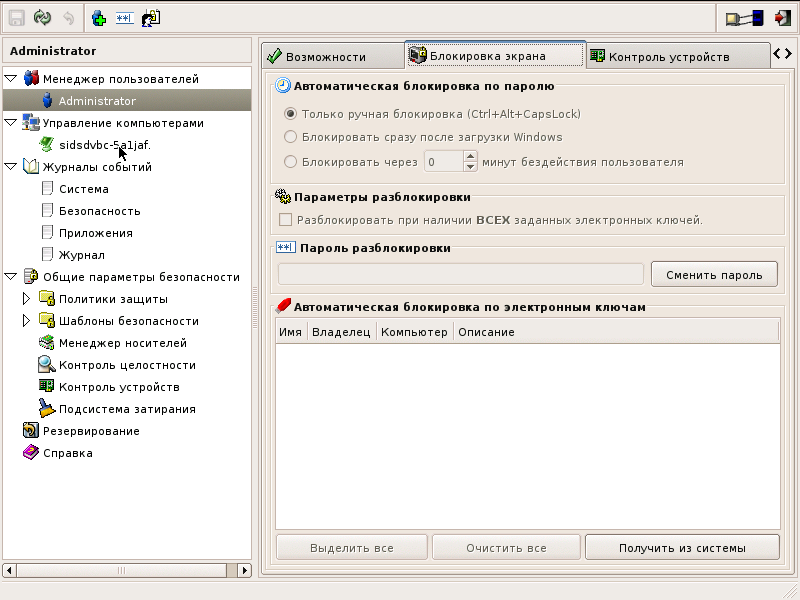
Настройка блокировки консоли системы защиты информации «Аура» в доверенной среде

Сертифицирована по 3-му классу защищенности и 2-му уровню контроля НДВ.
Дает возможность построения автоматизированных систем отвечающих классу 1Б, 1В, 1Г, 1Д и информационных систем по обработке персональных данных по классам К1, К2, К3, К4.

### Возможности
- Наличие доверенной среды для аутентификации, контроля целостности и настройки СЗИ вне защищаемой операционной системы. Усиление аутентификации с помощью так называемого «пароля на загрузку». В этом случае доверенная среда СЗИ зашифрована на данном пароле и без него загрузка любого пользователя невозможна.
- Многоуровневый контроль целостности информационных объектов вычислительной системы. Контроль целостности объектов файловой системы и реестра до загрузки защищаемой ОС, в том числе на прозрачно шифрованных дисках. Возможность настройки реакции СЗИ на нарушение контроля целостности.
- Контроль доступа к устройствам, файлам и папкам;
- Управление печатью, автоматическая маркировка и учёт документов. Возможность создания своего шаблона для маркировки печатаемых документов.
- Прозрачное кодирование (шифрование) жёстких дисков, съемных носителей и виртуальных дисков. Экспорт/импорт ключей кодирования на электронный ключ или внешний носитель.
- Достоверное уничтожение информационных объектов. Возможность гибкой настройки метода затирания (выбор байта заполнения-определённое значение, случайный; количество проходов; настройка затирания с учётом особенностей файловой системы.)
- Регистрация действий пользователя и событий в системных журналах;
- Идентификация и аутентификация пользователей в доверенной среде с применением электронных устройств Rutoken.
- Блокировка консоли по таймауту, извлечению электронного ключа, при загрузке защищаемой операционной системы. Разблокировка по электронному ключу или паролю.
- Динамическая смена пароля пользователя в операционной системе для управления доступом к сетевым ресурсам.
- Сессионный мандатный доступ.

### Среда функционирования
Операционные системы семейства Microsoft Windows: 2000 Professional и Server; XP; 2003 Server; Vista Business и Ultimate; 7.

### Поддерживаемые стандарты
- Стандарт на систему контроля управления доступом ГОСТ Р 51241—2008 «Средства и системы контроля и управления доступом. Классификация. Общие технические требования. Методы испытаний».
- Комплекс стандартов на автоматизированные системы ГОСТ 34.003—90 «Информационная технология. Комплекс стандартов на автоматизированные системы. Автоматизированные системы. Термины и определения».
- Техническое задание на создание автоматизированной системы ГОСТ 34.602—89 «Информационная технология. Комплекс стандартов на автоматизированные системы. Техническое задание на создание автоматизированной системы».

### Недостатки
- Основным недостатком на данный момент является отсутствие автоматизации процесса настройки системы для использования мандатного разграничения доступа и замкнутой программной среды. Если систему защиты информации «Аура» планируется использовать без механизмов мандатного разграничения, то необходимости в ручных настройках не возникает.
- Мандатные метки на объекты файловой системы устанавливаются только на файловой системе NTFS.
- Разграничение доступа к устройствам действует на уровне шины по классам устройств (LPT, USB-принтеры, сканеры и т. д.), не идентифицируя конкретное устройство, подлежащее разрешению или запрету. Данное ограничение не распространяется на USB-накопители. Доступ к каждому накопителю определяется явно.

## Применение
- Применяется для защиты рабочих станций от несанкционированного доступа.
- Может использоваться как автономно, так и в составе программно-аппаратного комплекса, включающего в себя аппаратное устройство доверенной загрузки и аутентификации, например, электронный замок «Соболь», система защиты информации «Аура», антивирусное средство, при необходимости — средства шифрования трафика и VPN.